# Astochia indica
Astochia indica là một loài ruồi trong họ Asilidae. Astochia indica được Joseph & Parui miêu tả năm 1997. Loài này phân bố ở miền Ấn Độ - Mã Lai.